# Archidiocèse de Montevideo
L'archidiocèse de Montevideo (en latin : Archidioecesis Montisvidei  ; en espagnol : Arquidiócesis de Montevideo) est un archidiocèse métropolitain de l'Église catholique en Uruguay. Il est le seul archidiocèse de ce pays.

## Territoire
Il comprend le département de Montévidéo avec un territoire de 540 km2 divisé en 83 paroisses. Le siège archiépiscopal est à Montevideo, capitale du pays, avec la cathédrale de l'Immaculée Conception et des saints Philippe et Jacques où repose le corps du bienheureux Jacinto Vera, évêque de Montevideo.
Trois églises de la capitale sont reconnues comme sanctuaire national par la conférence épiscopale de l’Uruguay : 
le sanctuaire du Sacré-Cœur-de-Jésus,, celui de Marie-Auxiliatrice,et de Notre-Dame-de-Lourdes, qui comprend une réplique de la grotte de Lourdes,.
Toujours à Montevideo, la chapelle des capucines de la Mère Rubatto conserve sous le maître-autel les reliques de sainte Marie Françoise de Jésus, première sainte uruguayenne,.

## Histoire
Le vicariat apostolique de Montevideo est érigé le 14 août 1832 par le pape Grégoire XVI en prenant sur le territoire du diocèse de Buenos Aires (aujourd'hui archidiocèse de Buenos Aires). Cette création est une demande du gouvernement paraguayen auprès du Vatican depuis l'indépendance  vis-à-vis de l'empire du Brésil en 1825 après la guerre de Cisplatine (Le Paraguay est officiellement reconnu par les Provinces-Unies du Río de la Plata et l'empire du Brésil lors du traité de Montevido en 1828).
Il est élevé au rang de diocèse le 13 juillet 1878 par la lettre apostolique Ex quo du pape Léon XIIIet directement soumis au Saint-Siège pour éviter qu'il soit suffragant de Buenos Aires.
Par la bulle Apostolici ministerii du 14 avril 1897 émise par Léon XIII, Montevideo cède une partie de son territoire pour la création des diocèses de Salto et de Melo ; dans le même temps, il est élevé au rang d'archidiocèse métropolitain avec Salto et Melo comme suffragants.
Il cède encore d'autres portions de territoire le 15 novembre 1955 pour le diocèse de Melo et l'érection du diocèse de San José de Mayo.
L'archidiocèse reçoit la visite pastorale du pape Jean-Paul II à deux reprises, en mars 1987 et en mai 1988.
Par la constitution apostolique Ecclesiae proficiat du 2 mars 2020, le pape François décrète l'union des diocèses de Maldonado-Punta del Este et de Minas (es) ; le même jour, la nouvelle juridiction ecclésiastique prend le nom de Maldonado-Punta del Este-Minas.

## Vicaires, évêques et archevêques
Vicaires
- Dámaso Antonio Larrañaga : (14 août 1832 - 6 février 1848)
- Lorenzo Antonio Fernández : (1848 - 2 octobre 1852)
- José Benito Lamas : (1854 - 9 mai 1857)
  - Sede vacante (1857-1859)

Évêques
- Bienheureux Jacinto Vera y Durán : (26 mai 1859 - 6 mai 1881)
- Inocencio María Yéregui : (22 novembre 1881 - 1er février 1890)
- Mariano Soler : (29 janvier 1891 - 14 avril 1897) devient archevêque de Montevideo

Archevêques
- Mariano Soler :  (14 avril 1897 26 septembre 1908)
  - Sede vacante (1908-1919)
- Giovanni Francesco Aragone : (3 juillet 1919 - 20 novembre 1940)
- Antonio María Barbieri : (20 novembre 1940 - 17 novembre 1976)
- Carlos Parteli Keller : (17 novembre 1976 - 12 juillet 1985)
- José Gottardi Cristelli : (12 juillet 1985 - 4 décembre 1998)
- Nicolás Cotugno Fanizzi : (4 décembre 1998 - 11 février 2014)
- Daniel Fernando Sturla Berhouet depuis le 11 février 2014